# 塚本康浩
塚本 康浩（つかもと やすひろ 1968年 - ）は、日本の獣医師・獣医学博士。京都府立大学学長・生命環境科学研究科教授。ダチョウ研究で知られる。

## 略歴
1968年、京都府生まれ。1994年、大阪府立大学農学部獣医学科卒業。1996-1997年、カナダ・ゲルフ大学獣医学部 客員研究員。1998年、大阪府立大学大学院農学部生命科学研究学科博士課程獣医学専攻修了、獣医学博士。大阪府立大学同研究科助手就任。1999年、ダチョウ牧場「オーストリッチ神戸」のダチョウ主治医に就任し、本格的なダチョウ及びダチョウ抗体の研究を始める。 2005年大阪府立大学講師、准教授。2008年京都府立大学大学院生命環境科学研究科教授に就任。2020年4月京都府立大学学長に就任。
研究内容は、超大型鳥類であるダチョウを用いた新規有用抗体の低コスト・大量作製法の開発。および、がん細胞における細胞接着分子の機能解明とその臨床応用化、高病原性鳥インフルエンザ防御用素材の開発。
2008年6月、京都府立大学発ベンチャー「オーストリッチファーマ株式会社」を設立。ダチョウの卵から抽出した抗体を用いて新型インフルエンザ予防のためにマスクを開発。
以後もダチョウ抗体を利用したさまざまな研究（ガン予防・美容など）に取り組む。

## 受賞歴
- 2009年 - 平成21年度京都府特別表彰
- 2009年 - 平成21年度京都府立公立大学法人教職員表彰
- 2009年 - 産学官連携推進功労賞表彰「文部科学大臣賞」受賞[6]
- 2011年 - 第7回 関経連 関西財界セミナー 特別賞 受賞
- 2012年 - 日本バイオベンチャー大賞「フジサンケイビジネスアイ賞」受賞[7]

## 著書
- 塚本康浩『ダチョウ力 愛する鳥を「救世主」に変えた博士の愉快な研究生活』朝日新聞出版、2009年。ISBN 9784022505606。
- 塚本康浩『ダチョウの卵で、人類を救います！ : アトピー、新型インフルエンザ、HIVも撃墜する夢の抗体発見秘話』小学館、2012年。ISBN 9784093882484。
- 塚本康浩『ダチョウはアホだが役に立つ』幻冬舎、2021年。ISBN 9784344037663。
- 塚本康浩『ダチョウ博士の人畜無害のすゝめ』ビジネス社、2021年。ISBN 9784828422527。

## 出演
- 『激レアさんを連れてきた。』（テレビ朝日）
  - 人間界に背を向けてあらゆる鳥たちに人生を捧げた結果、ダチョウについて、200億円を生み出す世界初の大発見をした人（2018年10月8日[8]）
  - 人気のないダチョウ研究に没頭する激ヤバ博士だったのに、感染症問題で今めちゃめちゃ注目されている人（2020年7月4日[9]）
- 『ガイアの夜明け』見えない敵と闘う ～“新型コロナ”に立ち向かう企業～（2020年3月10日、テレビ東京系列[10]）
- 『情熱大陸』人生をダチョウに捧げる男 感染症予防の可能性を探る（2020年6月7日、TBS系列[11]）
- 『ザワつく!金曜日』（テレビ朝日）
  - #34 100年後に残したい“日本のスゴい”3時間SP!【ダチョウ抗体マスク】（2020年3月27日[12]）
  - #97 【ダチョウ博士の今】（2021年10月1日[13]）
- 『世界一受けたい授業』（日本テレビ）噂のヤバい先生ファイル　File No.10　塚本康浩先生（2022年9月17日[14]）
- 『ワルイコあつまれ』（NHK Eテレ）
  - (33) 番組内コーナー「好きの取調室」（2022年12月10日）